# 銅川市
銅川市（どうせん-し）は中華人民共和国陝西省に位置する地級市。

## 地理
陝西省の北部に位置する。

## 歴史
銅川の旧称は同官であり、中心地が銅水沿いであったことから銅川と称されるようになった。
夏殷の時代には雍州に属し、秦代には内史地に属していた。前155年、前漢により初めて同官県が設置され左馮翊に属していた。
その後三国時代には北地郡、北魏には銅官県が設置され、北周により同官県と再度改称され宜周に属した。隋唐には雍州京兆郡の管轄とされたが、後唐の925年（同光3年）に耀州の管轄とされると、清末まで同官県の名称が踏襲された。
中華民国が成立すると行政組織の改編が行われた。1935年7月、同官県は再び銅川県へと改称された。しかし中国共産党側はこの改称を採用せず、1948年5月に陝甘寧辺区政府の下に同官県政府を設置、1949年7月7日、同官県を“解放”した後に銅川と改称している。
1958年4月5日、中華人民共和国国務院は銅川県を銅川市へと昇格させ、更に1966年8月1日に地級市として改編され現在に至っている。

## 経済
古くから石炭工業が発展していたが、近年の資源枯渇により他業種への転換を目指している。

## 観光
唐代の離宮跡（玉華宮）、唐三彩の窯などの遺跡が市内に位置している。

## 行政区画
3市轄区・1県を管轄する。
- 市轄区：
  - 耀州区・王益区・印台区
- 県：
  - 宜君県

| 銅川市の地図                |
| --------------------------- |
| 王益区 印台区 耀州区 宜君県 |

### 年表
この節の出典
- 1966年6月24日 - 渭南専区銅川市が地級市の銅川市に昇格。(1市)
- 1979年11月16日 - 渭南地区耀県を編入。(1市1県)
- 1979年11月 - 渭南地区蒲城県の一部を編入。(1市1県)
- 1980年2月2日 - 城区・郊区を設置。(2区1県)
- 1983年9月9日 - 延安地区宜君県を編入。(2区2県)
- 2000年1月7日 (2区2県)
  - 城区が王益区に改称。
  - 郊区が印台区に改称。
- 2002年6月18日 - 耀県が区制施行し、耀州区となる。(3区1県)